# Веронезе, Бонифачио
Бонифачио де Пита́ти, прозванный Бонифачио Вероне́зе, иногда ошибочно: Бонифацио (Bonifazio) (итал. Bonifacio de' Pitati, detto Bonifacio Veronese; 1487, Верона — 19 октября 1553, Венеция) — итальянский живописец венецианской школы.

## Биография
Бонифачио происходил из города Верона, из-за чего получил своё прозвание «Веронец». Он родился в семье Марцио де Питати, сына Бонифачио, и Бенвенуты. Документы сообщают о профессии его отца, обозначенной как оруженосец, то есть воин низкого ранга, рассеивая любые сомнения о его происхождении из знатной веронской семьи Питати.
Семья переехала в Венецию после 1505 года, где Веронезе и начал учиться живописи. Возможно, он был учеником художника Пальмы иль Веккьо. В его ранних работах заметно влияние Джорджоне и Тициана. После смерти Пальмы Веккьо, 30 июля 1528 года, Бонифачио Веронезе завершал некоторые незаконченные работы мастера. В 1530 году он стал членом венецианского «Братства живописцев» (Fraglia dei pittori).
В том же году он был занят на работах по живописному оформлению дворца Камерленги, финансового управления Венеции. Бонифацио и его мастерская десятилетиями работали в Палаццо деи Камерленги. Только с 1529 по 1533 год ими было создано четырнадцать картин, в том числе три крупноформатные композиции «Поклонение волхвов», «Христос на троне со святыми» (1529—1530) и «Суд Соломона» (1533). Позднее последовали «Избиение младенцев в Вифлееме» (1536), «Христос, изгоняющий торговцев из храма» (1536), а также «Чудесное умножение хлебов и рыб» и «Чудо манны» (1539; все картины ныне в Галерее Академии в Венеции). Завершение этих картин стало возможным благодаря сотрудничеству многих учеников и помощников, в том числе Тинторетто, Андреа Скьявоне и Якопо Бассано.
После знакомства с творчеством Рафаэля и школой римского маньеризма повествовательные качества живописи Бонифачио «развились в более артикулированные композиционные формы, достигнув замечательной интенсивной выразительности».
Бонифачио Веронезе писал алтарные картины, портреты, типичные для венецианской школы изображения Мадонны со святыми, так называемые «Святые Собеседования», но иногда создавал довольно необычные для своего времени композиции, из которых наиболее известен триптих «Благовещение», наодной из створок которого он изобразил полёт Бога-Отца над площадью Святого Марка в Венеции. Веронезе имел большую известность, владел собственной мастерской.
Бонифачио де Питати по прозванию Веронезе умер «после продолжительной болезни» 19 октября 1553 года. У него не было детей. Его законным наследником стал его ученик и сотрудник Антонио Пальма, который был женат на Джулии, племяннице жены Бонифачио. Его учениками были многие известные впоследствии венецианские художники, среди них Якопо Бассано, Андреа Скьявоне. Предполагают, что он оказал длительное влияние на творчество Андреа Скьявоне и Тинторетто. В Санкт-Петербургском Эрмитаже имеются три картины Бонифачио Веронезе.

## Галерея

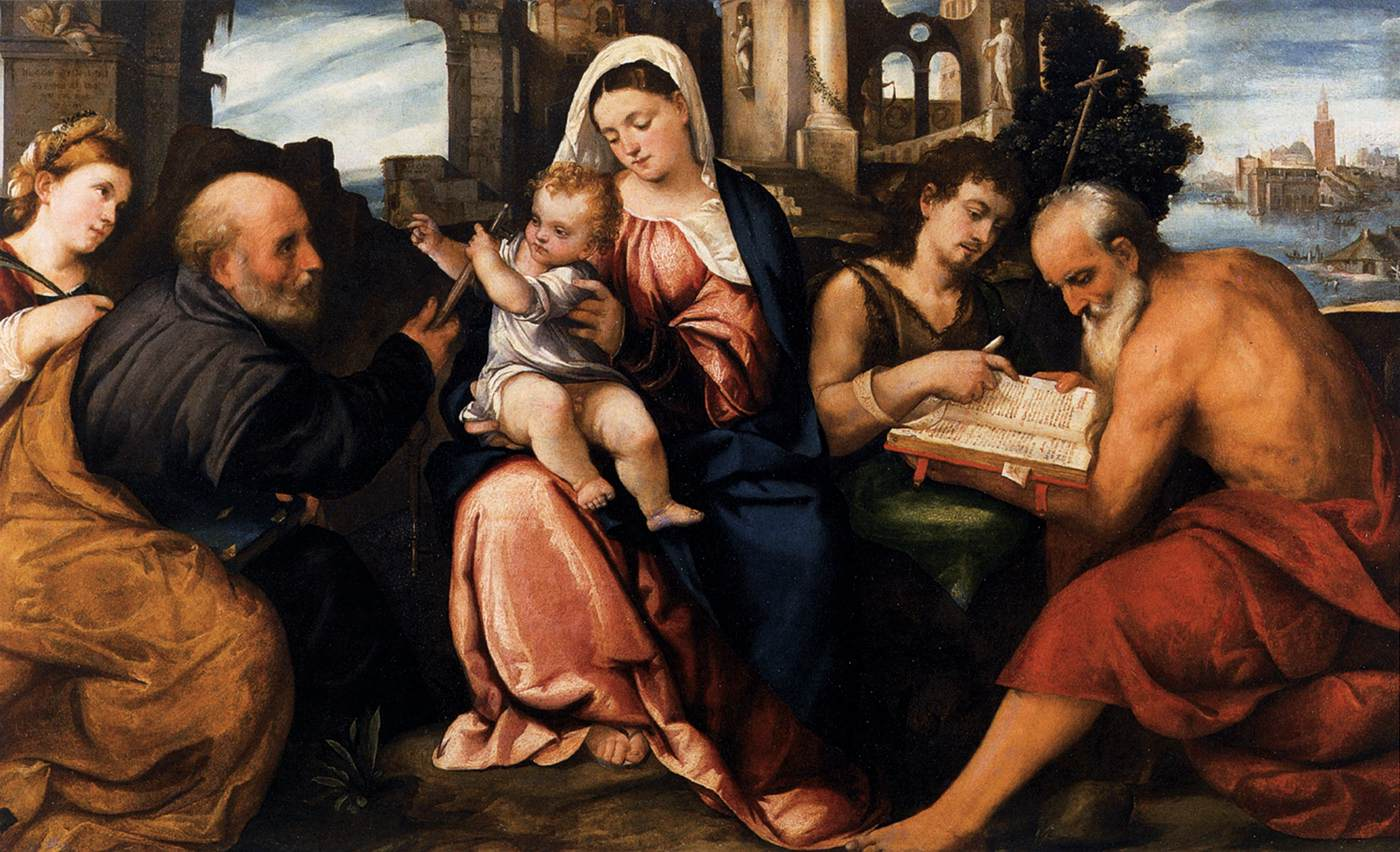
Мадонна с Младенцем и святыми. Между 1525 и 1530 гг. Дерево, масло. Ка-Реццонико, Венеция
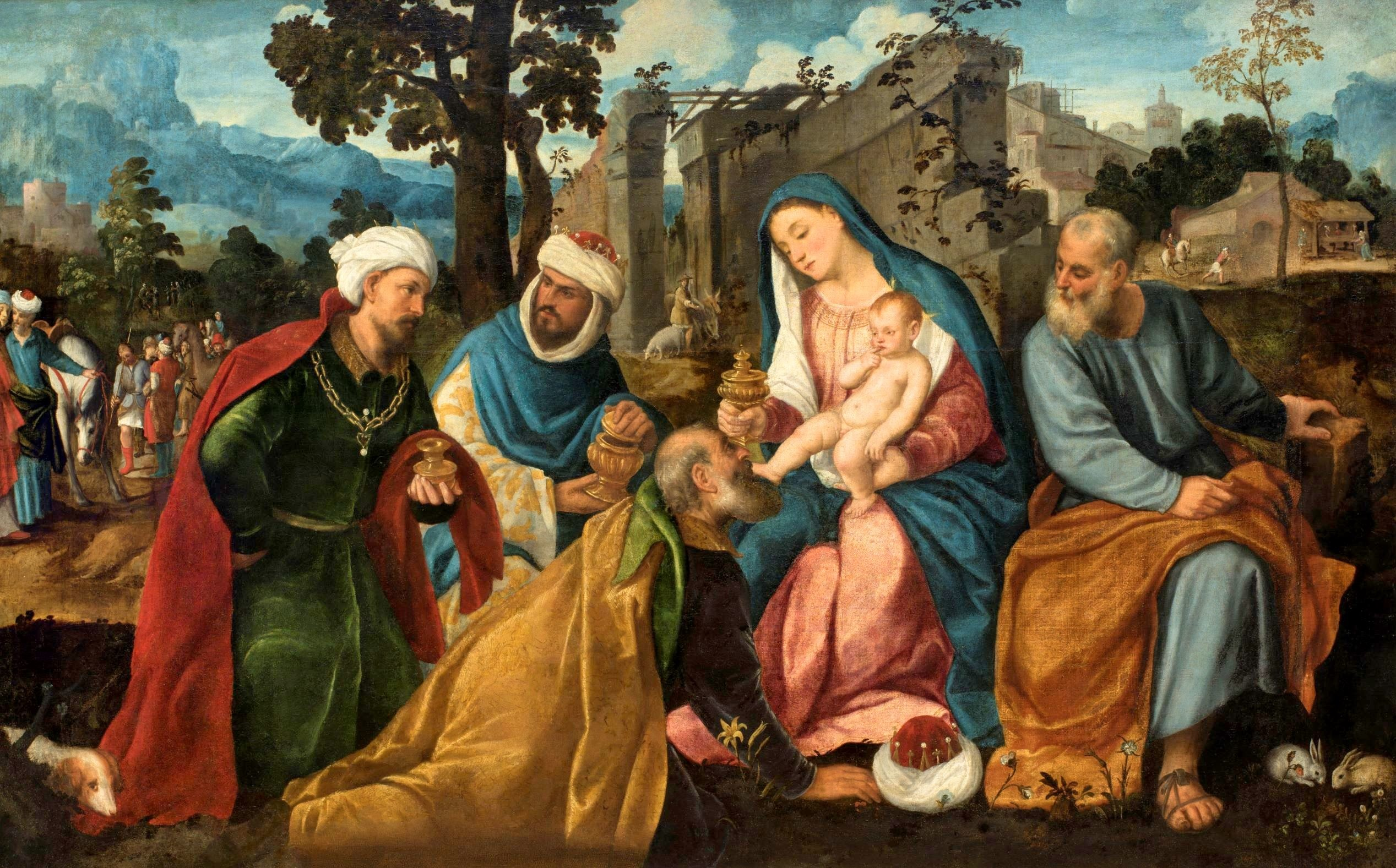
Поклонение волхвов. 1530-е гг. Холст, масло. Национальный музей, Познань
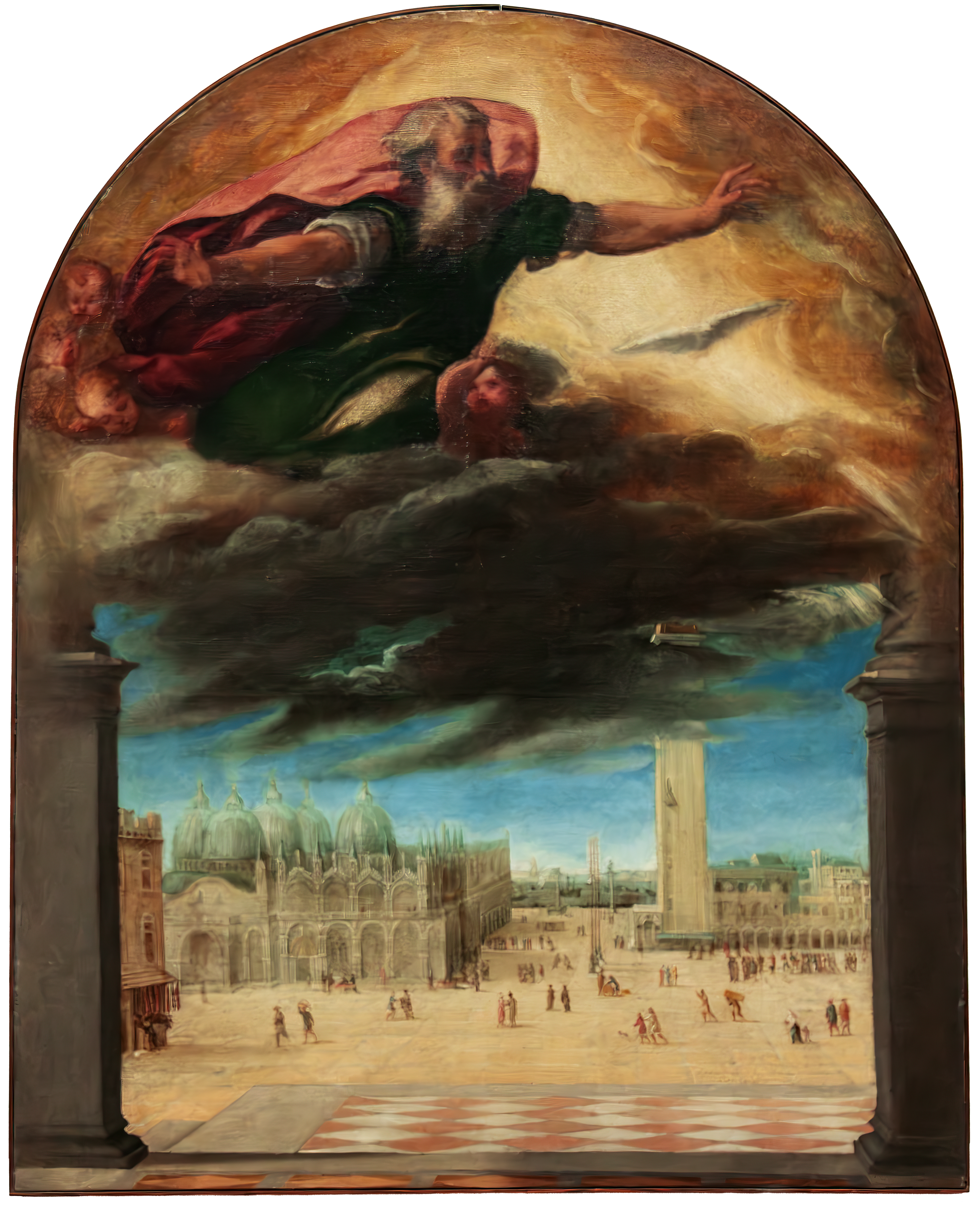
Бог-Отец над площадью Сан-Марко. 1540-е гг. Холст, масло. Галерея Академии, Венеция
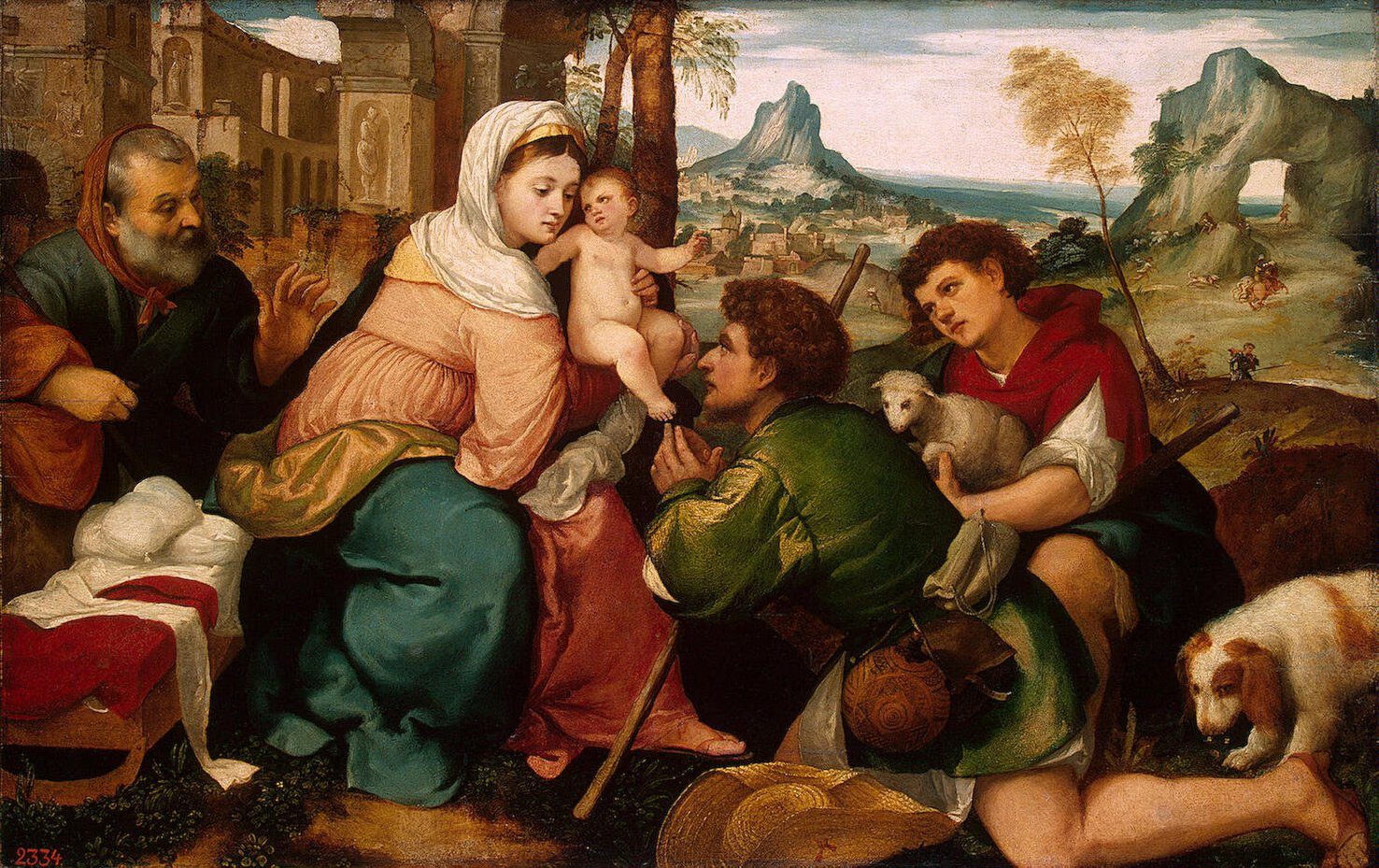
Поклонение пастухов. 1523—1525. Дерево, масло. Государственный Эрмитаж, Санкт-Петербург
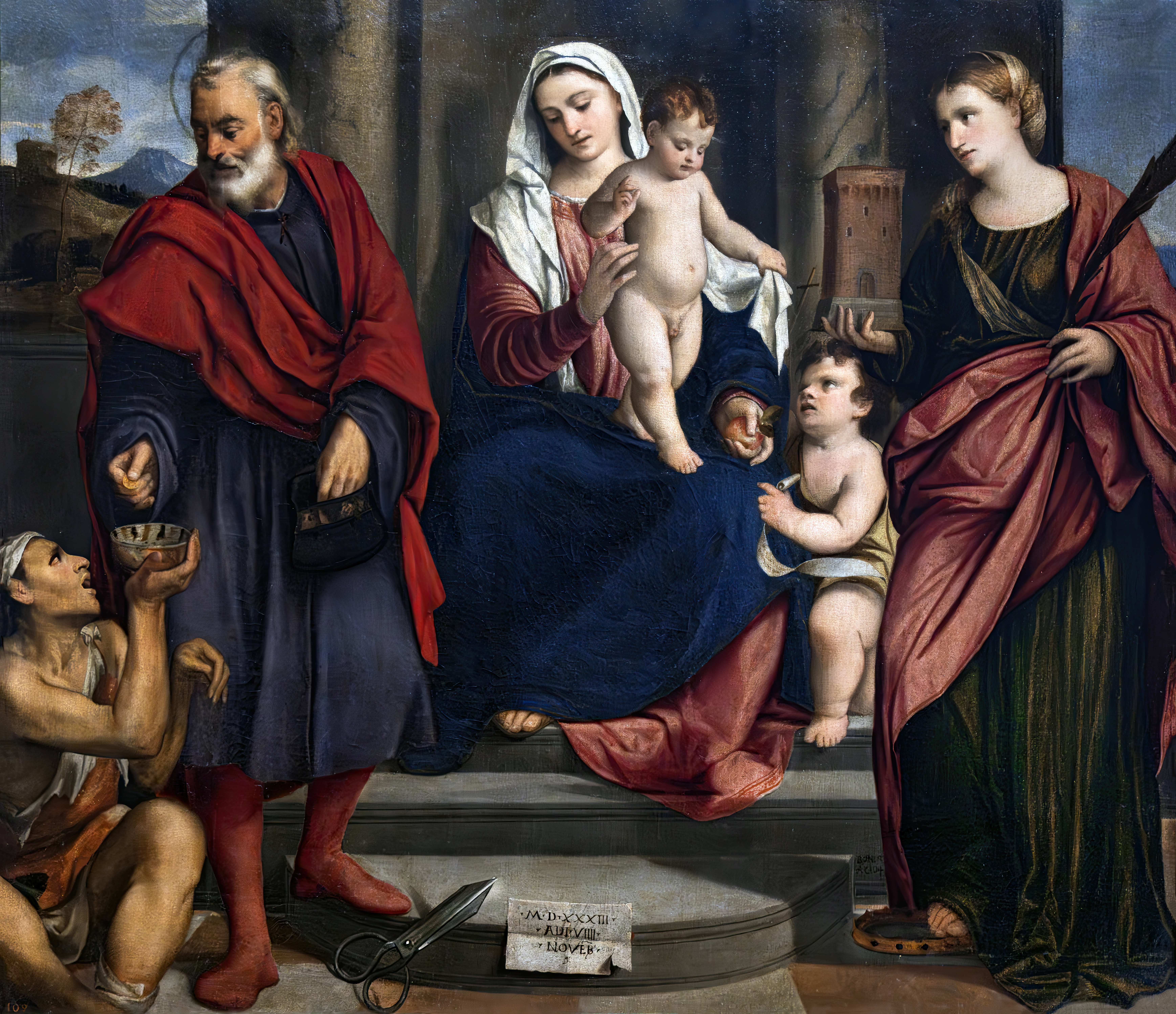
Мадонна портных. 1533. Холст, масло. Галерея Академии, Венеция
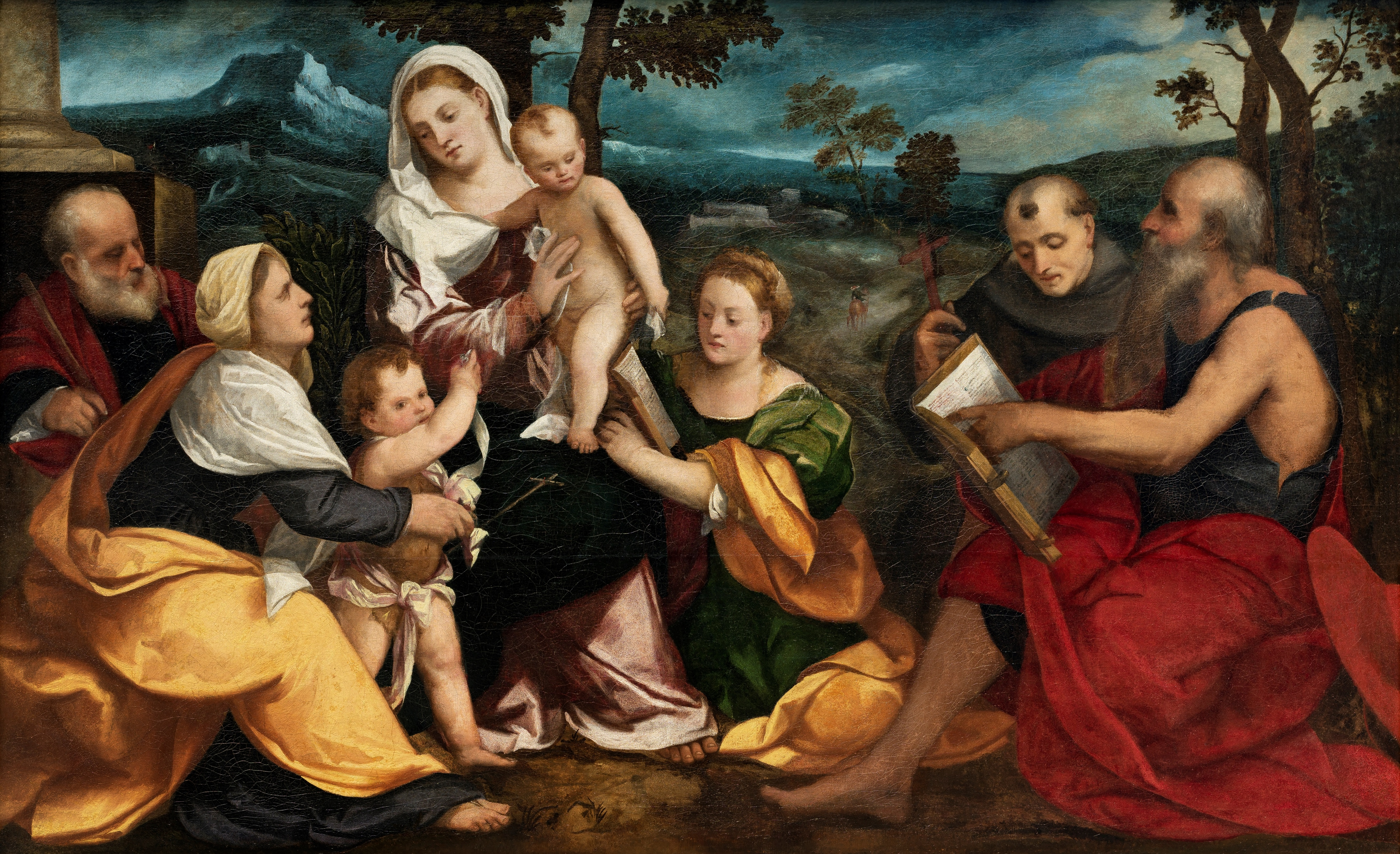
Святое семейство, окружённое святыми. 1530. Холст, масло. Живописное собрание, Нива, Дания